# Galactia jussiaeana
Espèce
Galactia jussiaeana est une espèce de plantes à fleurs de la famille des Fabaceae.

## Liste des variétés
Selon Catalogue of Life (8 avril 2014) :
- variété Galactia jussiaeana var. angustifolia
- variété Galactia jussiaeana var. glabrescens
- variété Galactia jussiaeana var. jussiaeana

Selon The Plant List (8 avril 2014) :
- variété Galactia jussiaeana var. angustifolia (Kunth) Burkart

Selon Tropicos (8 avril 2014) (Attention liste brute contenant possiblement des synonymes) :
- variété Galactia jussiaeana var. angustifolia (Kunth) Burkart
- variété Galactia jussiaeana var. arenosa Chodat & Hassl.
- variété Galactia jussiaeana var. glabrescens Benth.
- variété Galactia jussiaeana var. jussiaeana
- variété Galactia jussiaeana var. peruviana J.F. Macbr.
- variété Galactia jussiaeana var. velutina (Benth.) Griseb.
- variété Galactia jussiaeana var. volubilis Benth.